# Swabi
Swabi é uma cidade do Paquistão localizada na província da Khyber Pakhtunkhwa.